# Chuyến bay 27 của National Airlines
Chuyến bay 27 của National Airlines là chuyến bay chở khách theo lịch trình từ Miami, Florida đến San Francisco, California với các điểm dừng chân tại New Orleans, Louisiana; Houston, Texas và Las Vegas, Nevada, ở Hoa Kỳ.
Vào ngày 3 tháng 11 năm 1973, chiếc máy bay phục vụ chuyến bay, một chiếc McDonnell Douglas DC-10-10 với số đuôi N60NA, đã gặp sự cố động cơ không rõ nguyên nhân, gây hư hỏng đáng kể cho máy bay. Máy bay sau đó đã hạ cánh khẩn cấp an toàn tại Sân bay quốc tế Albuquerque. Một hành khách đã bị văng ra khỏi máy bay ở độ cao hành trình, ngoài ra còn có 24 hành khách bị thương nhẹ.

## Phi hành đoàn
Phi hành đoàn bao gồm Cơ trưởng William R. Broocke (54 tuổi), làm việc cho National Airlines từ năm 1946, người đã đủ điều kiện lái chiếc DC-10 vào năm 1972 và đã tích lũy được 21.853 giờ bay trong sự nghiệp của mình với 801 giờ trên chiếc DC-10; Cơ phó Edward H. Saunders (33 tuổi), làm việc cho National Airlines từ năm 1965, với 7.086 giờ bay trong đó 445 giờ bay trên DC-10; và Kỹ sư bay Golden W. Hanks (55 tuổi), làm việc cho Hãng hàng không Quốc gia từ năm 1950, với 17.814 giờ bay trong đó 1.252 giờ bay trên DC-10.

## Sự cố
Vào ngày 3 tháng 11 năm 1973, Chuyến bay 27 cất cánh từ Houston, Texas hướng đến Sân bay quốc tế Houston. Máy bay chững lại ở độ cao 39.000 ft (12.000 m) với tốc độ bay được chỉ định là khoảng 300 hải lý một giờ (350 dặm/giờ; 560 km/giờ).
Vào khoảng 16:40 MST, trong khi máy bay đang ở độ cao hành trình 65 dặm (56 nmi; 105 km) về phía tây nam Albuquerque, New Mexico, cụm quạt động cơ số 3 (mạn phải) đã gãy trong một sự cố thảm khốc không rõ nguyên nhân. Khói được cho là tràn ngập cabin trước khi các mảnh vỡ của cụm quạt xuyên qua thân máy bay, các nan động cơ 1 và 2 và cánh phải ở tốc độ cao, khiến cửa sổ cabin bung ra và đẩy hành khách bên cạnh ra khỏi máy bay. Kết quả là thiệt hại gây ra sự giảm áp suất của cabin máy bay và mất một số hệ thống điện và thủy lực.
Phi hành đoàn bắt đầu hạ cánh khẩn cấp và máy bay đã hạ cánh an toàn tại Sân bay quốc tế Albuquerque 19 phút sau khi động cơ bị hỏng. 115 hành khách và 12 thành viên phi hành đoàn đã thoát khỏi máy bay bằng cách sử dụng cầu trượt sơ tán. Chiếc máy bay đã được sửa chữa và sau đó được bay bởi Pan Am (như Clipper Meteor).

## Thương vong

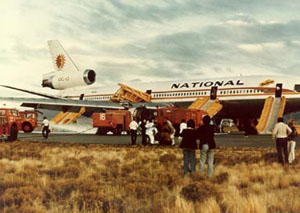
Chuyến bay 27 sau khi hạ cánh khẩn cấp tại Sunport

Trong số 116 hành khách trên máy bay, 24 người đã được các nhân viên y tế từ Căn cứ Không quân Kirtland gần đó điều trị vì ngạt khói, các vấn đề về tai và trầy xước nhẹ.
Một hành khách đã bị thổi bay một phần vào lỗ do cửa sổ cabin bị hỏng tạo ra, sau khi nó cũng bị các mảnh vỡ của động cơ va vào. Anh ấy tạm thời được giữ lại ở vị trí đó nhờ dây an toàn. "Nỗ lực kéo hành khách trở lại máy bay của một hành khách khác đã không thành công và người ngồi ở ghế 17H đã bị hút hoàn toàn qua cửa sổ cabin.
Cảnh sát bang New Mexico và các tổ chức địa phương đã tìm kiếm rộng rãi hành khách mất tích bị thổi bay khỏi cửa sổ. Máy tính phân tích các quỹ đạo rơi có thể xảy ra, giúp thu hẹp mô hình tìm kiếm. Tuy nhiên, nỗ lực tìm kiếm đã không thành công. Một người chủ trang trại sau đó đã tìm thấy một cặp kính râm và một chiếc tẩu thuốc lá khi đang làm việc tại một trang trại gần Alamo, New Mexico. Anh ta đã giao những món đồ này cho cảnh sát tiểu bang, nơi gia đình của hành khách mất tích xác định chúng là của anh ta.
Năm 1975, hai năm sau sự cố, một đội xây dựng đang đặt đường ray cho nhánh phía bắc của kính viễn vọng vô tuyến Mảng Rất Lớn trên Đồng bằng San Augustin, đã phát hiện ra bộ xương của ông. Các nhà điều tra y tế ở Albuquerque phải mất một năm nữa mới xác định được hài cốt.

## Điều tra

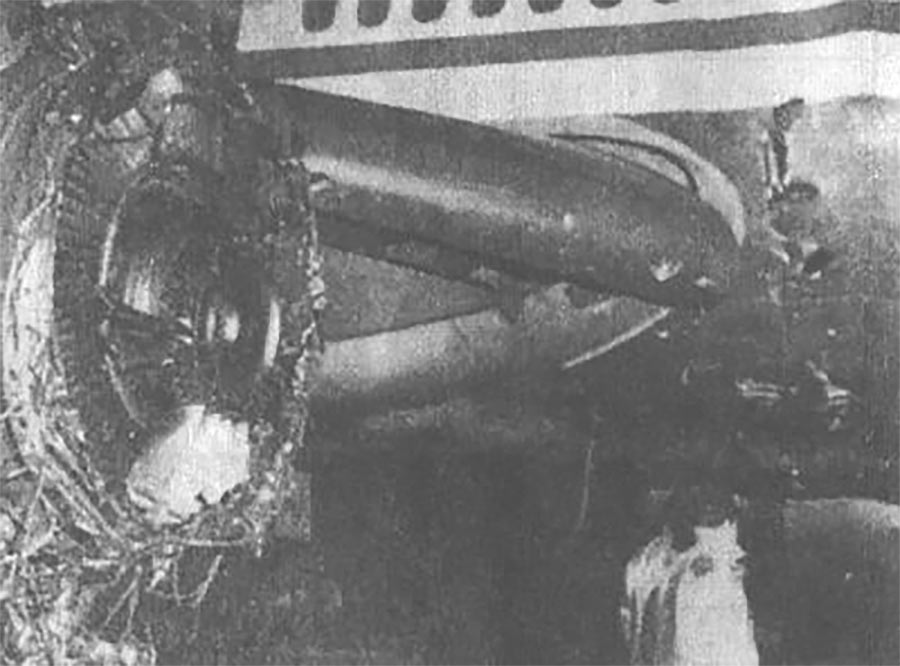
Thiệt hại cho máy bay do lỗi động cơ

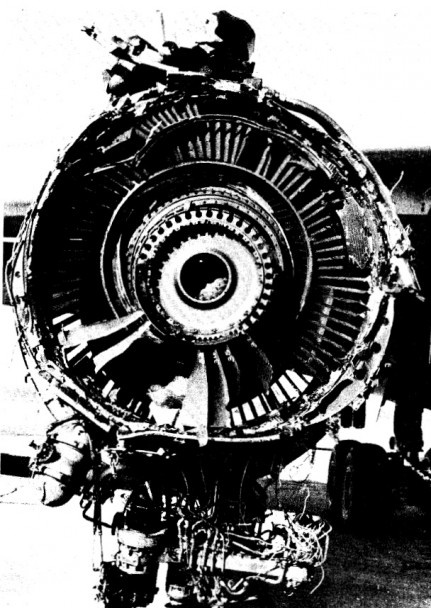
Động cơ số 3 của N60NA sau sự cố, cho thấy phần còn lại của cụm quạt bị lỗi

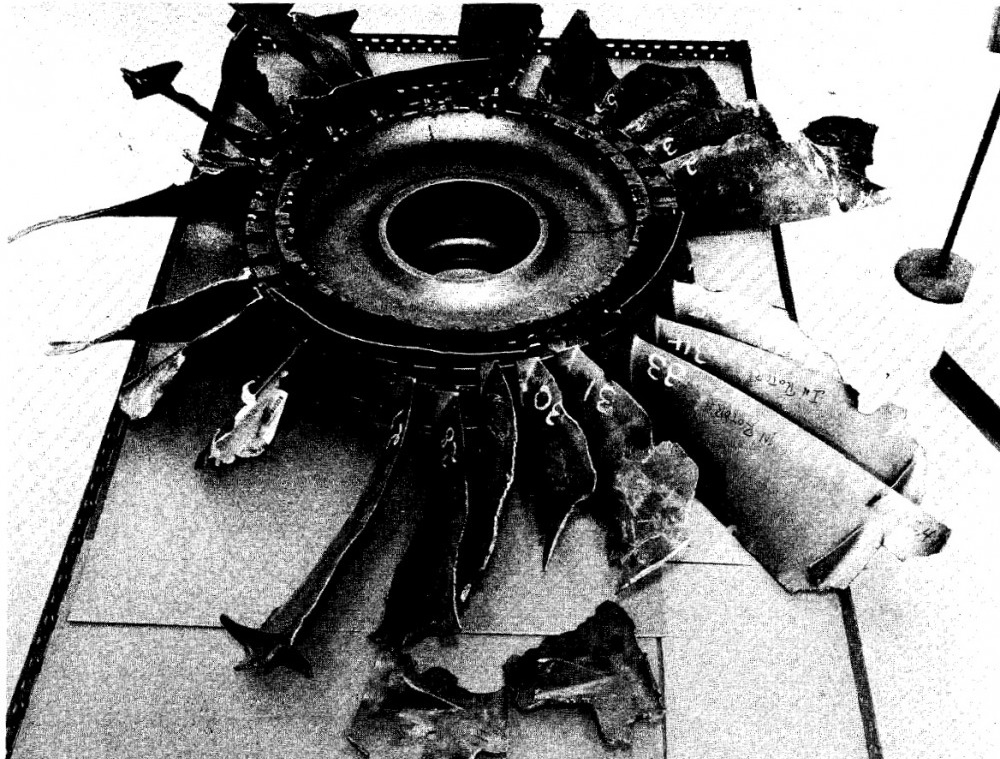
Tổ hợp quạt được xây dựng lại gây ra lỗi động cơ

Ủy ban An toàn Giao thông Quốc gia xác định nguyên nhân có thể xảy ra của vụ tai nạn này là do cụm quạt động cơ số 3 bị hỏng do tương tác giữa các đầu cánh quạt và vỏ quạt. Theo NTSB, "không thể xác định một cách thuyết phục lý do hoặc nguyên nhân chính xác của việc tăng tốc và bắt đầu rung động hủy diệt", nhưng đã biết đủ để ngăn chặn sự xuất hiện của các sự kiện tương tự. Tốc độ của động cơ tại thời điểm xảy ra tai nạn đã khiến sóng cộng hưởng xảy ra trong cụm quạt khi các đầu cánh quạt bắt đầu tiếp xúc với tấm che xung quanh. Động cơ được thiết kế để có lực giữ cánh quạt phía sau là 18.000 pound (8.200 kg) để ngăn các cánh quạt di chuyển về phía trước trong các khe gắn của chúng và sau đó rời khỏi đĩa quạt. Lực lượng phía sau là không đủ. Do tai nạn này, GE đã thiết kế lại động cơ để tăng khả năng giữ cánh quạt lên 60.000 pound (27.000 kg) và sự thay đổi đó được tích hợp vào tất cả các động cơ đã được đưa vào sử dụng.
Thêm vào đó, người ta thấy rằng từ ngày 8 tháng 8 đến ngày 12 tháng 9 năm 1973, đã có 15 sự cố được báo cáo về động cơ thứ ba. Động cơ đã được đưa ra khỏi máy bay để sửa chữa, và trong khoảng thời gian nó được thay thế cho đến khi xảy ra tai nạn, các phi công đã báo cáo thêm 26 lỗi nữa. Người ta phát hiện ra rằng các chốt giữ cố định tấm che phía trước, đã bị hỏng trong vụ tai nạn, nằm ngoài dung sai cho phép. Một công văn kỹ thuật đã được cử đi để kiểm tra các động cơ này và chỉ riêng đội bay của Hãng hàng không Quốc gia đã phát hiện thêm sáu điểm khác biệt nữa. Do đó, công văn này được thực hiện bắt buộc đối với tất cả các DC-10 đời đầu để ngăn sự cố xảy ra lần nữa.
NTSB bày tỏ lo ngại về việc phi hành đoàn buồng lái tiến hành thử nghiệm trái phép trên hệ thống ga tự động. Họ đã tự hỏi hệ thống lấy số liệu công suất động cơ từ đâu và để xem liệu đó có phải là số đọc của máy đo tốc độ N1 hay không "kỹ sư chuyến bay đã kéo ba máy đo tốc độ N1 [bộ ngắt mạch]" rồi điều chỉnh cài đặt ga tự động. Máy ghi âm buồng lái đã chứng minh rằng các động cơ đã thay đổi cài đặt công suất khi được yêu cầu, chứng minh cho phi hành đoàn thấy rằng hệ thống được cấp nguồn từ một nguồn khác. Sau đó, phi hành đoàn tự đặt lại các van tiết lưu về công suất hành trình bình thường trước khi kỹ sư chuyến bay đóng cầu dao máy đo tốc độ. Người ta đã xem xét liệu phi hành đoàn có vô tình chạy quá tốc độ động cơ khi cài đặt công suất mà không có máy đo tốc độ hay không, nhưng không có đủ bằng chứng để đưa ra phán quyết chắc chắn. Tuy nhiên, "bất kể nguyên nhân của tốc độ quạt cao tại thời điểm quạt bị hỏng, Ban An toàn lo ngại rằng phi hành đoàn trên thực tế đã thực hiện phân tích lỗi chưa được kiểm tra trên hệ thống này. Loại thử nghiệm này, không có lợi ích của việc đào tạo hoặc hướng dẫn cụ thể, không bao giờ được thực hiện trong quá trình khai thác chuyến bay chở khách.